# Ря
Ря (баш. Рә возможно, от индоевропейского ра/рә; ҫRәWә, ҫRәVә в знач. река, течение) — река в России, протекает по территории Белебеевского и Ермекеевского районов Башкортостана. Устье реки находится в 458 км по правому берегу реки Ика. Длина реки составляет 57 км, площадь водосборного бассейна — 755 км².
Высота устья — 124 м над уровнем моря.
При реке расположен государственный природный комплексный (ландшафтный) заказник Бунинский лес.

## География и гидрология

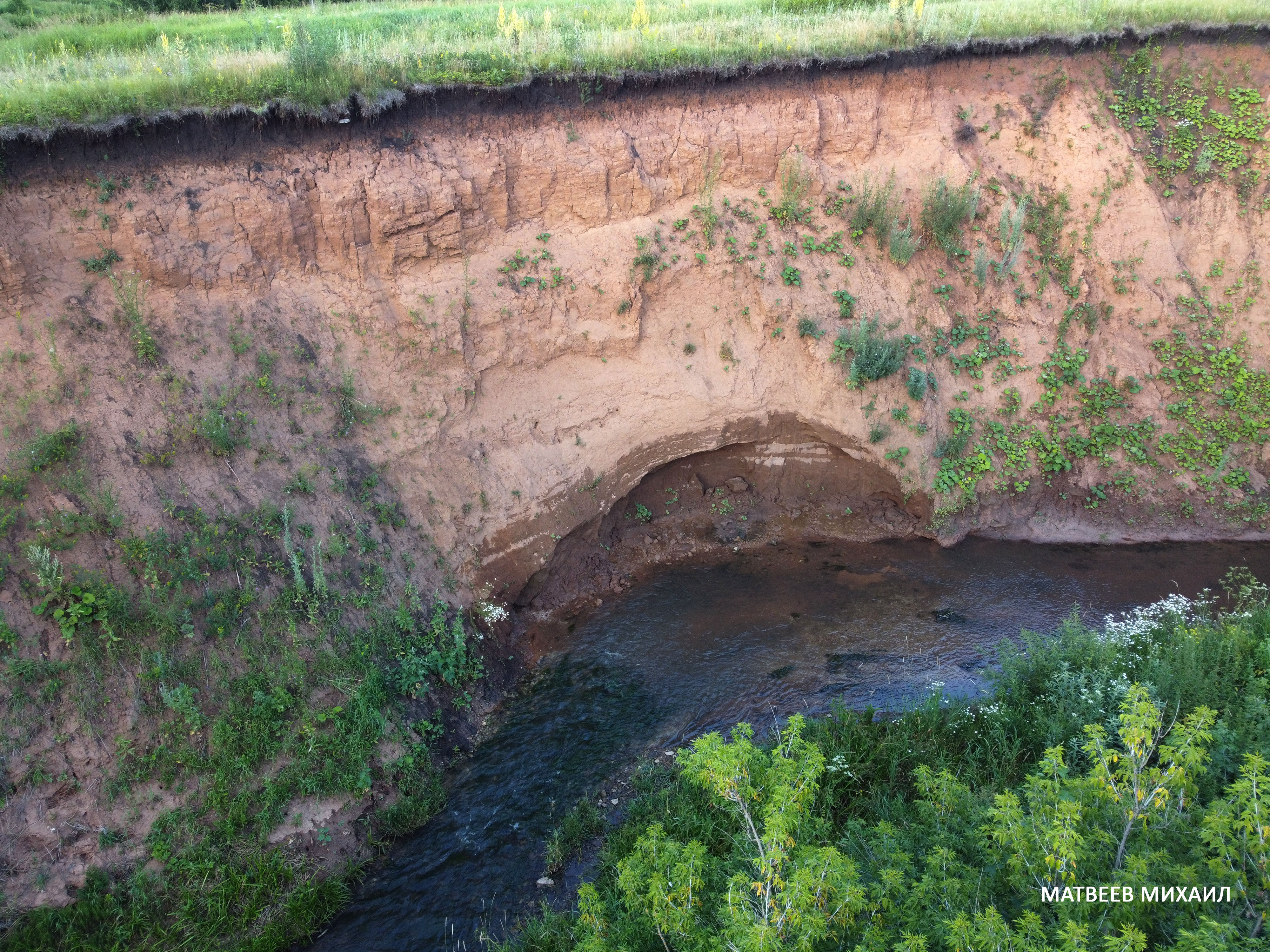
Река Ря

Берёт исток на Бугульминско-Белебеевской возвышенности.
На реке расположены населённые пункты Малиновка, Парафеевка, Мартыново, Нижнеулу-Елга, Ермекеево, Абдулкаримово и Рятамак.

## Притоки
- Кутемеля
- Крыкнарат
- Курятмас
- Купченей
- Шарлама
- Сулли (Мордовские Сулли)

## Данные водного реестра
По данным государственного водного реестра России относится к Камскому бассейновому округу, водохозяйственный участок реки — Ик от истока и до устья, речной подбассейн реки — бассейны притоков Камы до впадения Белой. Речной бассейн реки — Кама.
Код объекта в государственном водном реестре — 10010101312111100027858.